# Фабинь, Теофил
Теофил Фабинь (венг. Fabiny Teofil; 11 октября 1822, Пешт — 4 марта 1908, Будапешт) — венгерский юрист и политический деятель королевства Венгрия в составе Австро-Венгрии.

## Биография
Получил юридическое образование в Будапештском университете. После службы в округе в 1850 году начал судебную карьеру. Занимал разные судейские должности: в 1861 году стал судьёй, в 1880 году сделался президентом (верховным судьёй) Верховного королевского суда в Пеште. 
В 1886 году Фабинь принял пост министра юстиции в кабинете Кальмана Тисы, хотя до тех пор никогда не играл политической роли и не был даже депутатом. В следующем году Фабинь был избран депутатом и занял место в рядах либерального большинства. Занимал эту должность с 15 мая 1886 года по 9 апреля 1889 года, когда по болезни отказался от министерского поста. 
С 1880 по 1898 годы был также церковным старостой евангелическо-лютеранской церкви.